# 普勒马丁
普勒马丹（法語：Pleumartin，法語發音：[plømaʁtɛ̃]）是法国新阿基坦大区维埃纳省的一个市镇，位于该省东北部，属于沙泰勒罗区。

## 地理
普勒马丹（46°44'16"N, 0°46'6"E）面积23.92 平方千米，位于法国新阿基坦大区维埃纳省，该省份为法国中西部省份，北起曼恩-卢瓦尔省和安德尔-卢瓦尔省，西接德塞夫勒省，南至夏朗德省，东南接上维埃纳省，东临安德尔省。
与普勒马丹接壤的市镇（或旧市镇、城区）包括：阿尔希尼、舍讷韦勒、莱涅莱布瓦、拉罗什波赛、圣皮埃尔德马耶、加尔唐普河畔维克。
普勒马丹的时区为UTC+01:00、UTC+02:00（夏令时）。

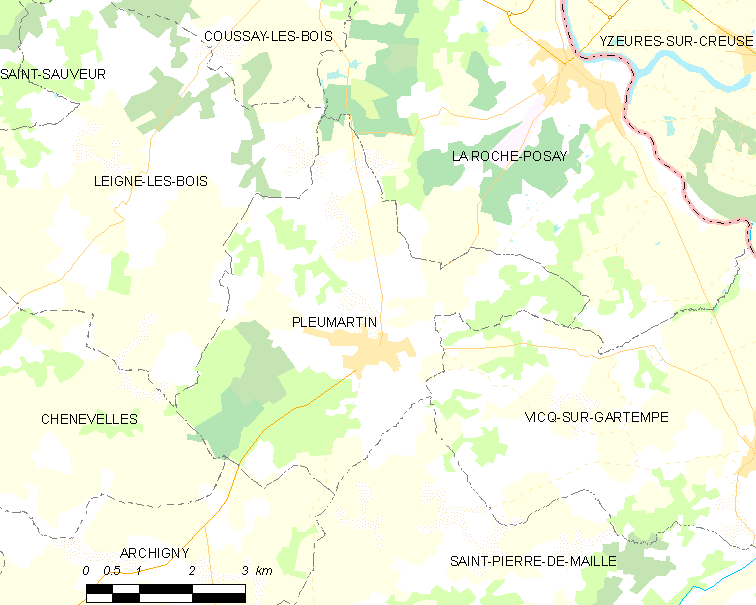
普勒马丹的OSM定位图

## 行政
普勒马丹的邮政编码为86450，INSEE市镇编码为86193。

## 政治
普勒马丹所属的省级选区为沙泰勒罗第三县。

## 交通
维埃纳省省道D3线、D14线和D16线在普勒马丹市中心交汇。

## 人口

1962-2008年间普勒马丹人口变化图示

普勒马丹于2022年1月1日时的人口数量为1208人。